# Komplexy divodíku

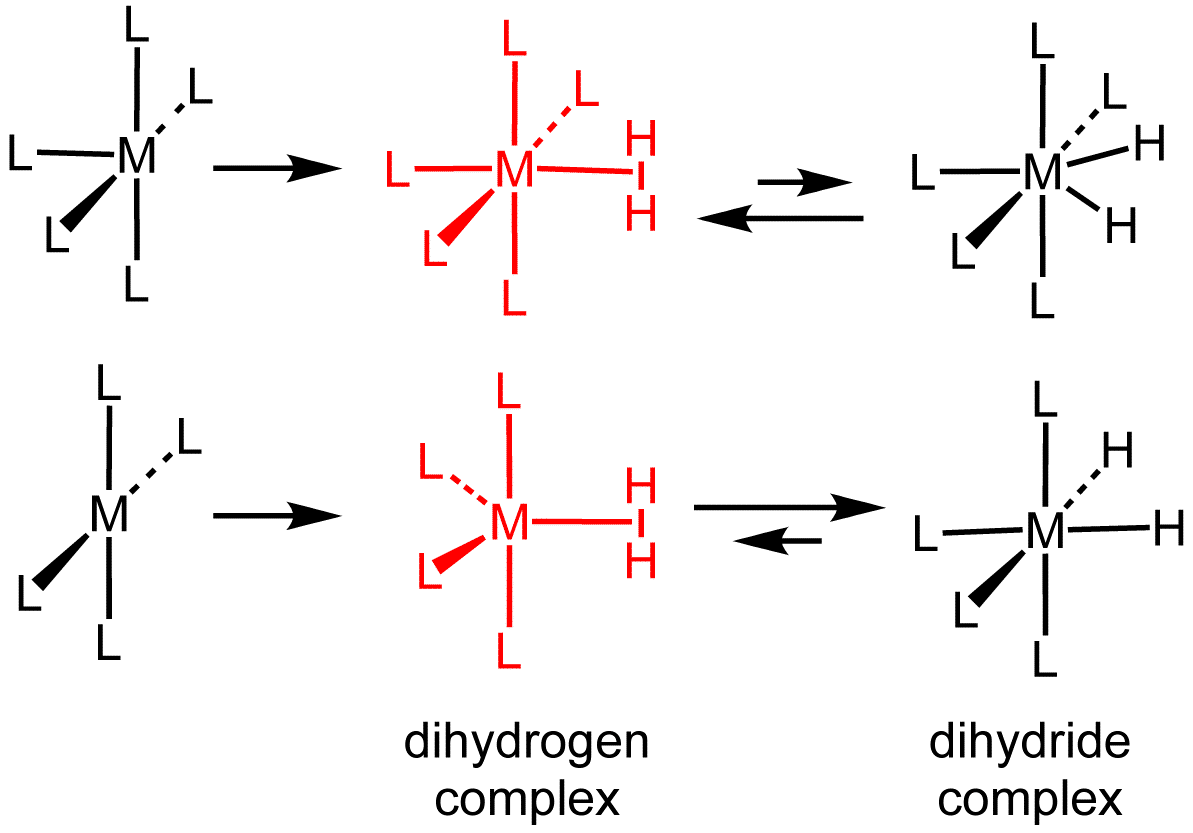
Tvorba komplexů kovů a divodíku a jejich struktury (L = ligand)

Komplexy divodíku jsou komplexní sloučeniny obsahující ligandy tvořené molekulami divodíku (H2). Patří mezi sigma komplexy.
Příkladem takového komplexu může být W(CO)3(PCy3)2(H2). Takovéto sloučeniny bývají meziprodukty reakcí katalyzovaných kovy, kterých se účastní vodík. Byly popsány stovky komplexů divodíku, většinou jde o kationtové komplexy přechodných kovů, které mají oktaedrickou geometrii.
Neutronovou difrakcí bylo zjištěno, že po vzniku komplexu se délka vazby H−H zvětší na 81–82 pm a je tak přibližně o 10 % delší než u volného H2. Některé komplexy, jako například polyhydridy, obsahují více vodíkových ligandů, které také mají krátké vazby. Délky pod 100 pm naznačují převažující divodíkové vlastnosti, zatímco delší vazby odpovídají více dihydridovýcm komplexům.

## Struktura

Často zkoumaný divodíkový komplex železa, [HFe(H_{2})(dppe)_{2}]^{+}

Komplexy divodíku se často zkoumají 1H NMR. Dobrým ukazatelem síly vazby mezi protiem a deuteriem v komplexech HD je míra spin-spinového párování, JHD; například u volného HD činí JHD 43,2 Hz, zatímco v W(HD)(CO)3(PiPr3)2 jde o 33,5 Hz. Komplexy divodíku mají obvykle kratší 1H-spin-mřížkové relaxační časy než odpovídající dihydridy.
Pro zkoumání komplexů divodíku je také vhodná neutronová difrakce. Neutrony silně interagují s atomy vodíku, což umožňuje zjistit polohy těchto atomů v krystalech. V některých případech je pro vodíkové ligandy vhodnější rentgenová krystalografie, kde ovšem kovy často způsobují potíže pohlcováním rentgenového záření.
Trojúhelníkové MH2 podjednotky mají šest vibračních módů, jeden z nich je převážně typu νH−H. U volného H2 tato vazba absorbuje na 4300 cm−1, zatímco v komplexech okolo 2800 cm−1.

## Příprava
Jsou známy dva způsoby přípravy divodíkových komplexů přímými reakcemi s plynným vodíkem. První spočívá v adici H2 na nenasycená kovová centra a byl použit na přípravu W(CO)3(P-i-Pr3)2(H2). Takto získané komplexy obsahují agostické interakce, které jsou nahrazeny H2.
V druhém molekuly H2 nahrazují aniontové ligandy, někdy dokonce i halogenidy, příkladem může být reakce hydridu chlorobis(dppe)železnatého s tetrafluorboritanem sodným ve vodíkové atmosféře:
HFeCl(dppe)2 + NaBF4 + H2 → [HFe(H2)(dppe)2]BF4 + NaCl
Mnoho hydridů kovů může být protonováno za vzniku komplexů divodíku:
H2Fe(dppe)2 + H+ → [HFe(H2)(dppe)2]+
Kyselina je zde většinou odvozena od slabě koordinujícího aniontu, používá se například Brookhartova kyselina.

## Historie
V roce 1984 objevili Kubas et al., že adicí H2 na fialově zbarvené sloučeniny M(CO)3(PR3)2 vznikají žluté sraženiny produktů s obecným vzorcem mer-trans-M(CO)3(PR3)2(H2) (M = Mo nebo W; R = cyklohexyl nebo isopropyl). Následně byla objevena řada dalších podobných komplexů, jako jsou Cr(H2)(CO)5 a [Fe(H2)(H)(dppe)2]+.
Pod vlivem těchto objevů došlo také k přehodnocení struktur dříve popsaných sloučenin, jako je například RuH4(PPh3)3, objevený v roce 1968 a nově popsaný jako komplex divodíku.